# Khaltesh-Anki
Khaltesh-Anki es la diosa de la tierra en la mitología siberiana.